# Heteromysis tasmanica
Heteromysis tasmanica är en kräftdjursart som beskrevs av W. M. Tattersall 1927. Heteromysis tasmanica ingår i släktet Heteromysis och familjen Mysidae. Inga underarter finns listade i Catalogue of Life.